# Wilfredo Peláez
Wilfredo Andrés Peláez Esmite (San José de Mayo, 27 de outubro de 1930) é um ex-basquetebolista uruguaio que integrou a Seleção Uruguaia que disputou os XV Jogos Olímpicos de Verão em 1952 realizados em Helsínquia, Finlândia.